# Choristopanorpa ridibunda
Choristopanorpa ridibunda  (лат.) — ископаемый вид скорпионниц рода Choristopanorpa из семейства Parachoristidae (Triassochoristidae). Обнаружен в триасовых отложениях Кыргызстана (Madygen Formation, карнийский ярус, около 230 млн лет). Длина переднего крыла 7,2 мм.
Вид Choristopanorpa ridibunda был впервые описан по отпечаткам в 2001 году российским палеоэнтомологом Виктором Григорьевичем Новокшоновым (Палеонтологический институт РАН, Москва; 1966—2003) вместе с Choristopanorpa opinata, Choristopanorpa temperata, Kirgizichorista larvata, Mecolusor confusicius, Mesochorista injuriosa, Panorpaenigma aemulum, Parachorista arguta, Parachorista religiosa, Parachorista sana . Включён в состав рода Choristopanorpa Riek 1950 вместе с видами Choristopanorpa bifasciata, Choristopanorpa drinnani, Choristopanorpa opinata, Choristopanorpa temperata.